# Stekelharing
De stekelharing (Denticeps clupeoides) is een straalvinnige vis uit de orde Clupeiformes (Haringachtigen). Het is de enige levende soort in de familie Denticipitidae (en de onderorde Denticipitoidei).

## Kenmerken
Deze haringachtige verschilt minimaal van fossiele vormen en het is de primitiefste levende haringachtige.
De buikrand is gekield en gezaagd door schubben met een naar achteren wijzende punt. De zijlijn loopt door over de volle lichaamslengte. De visjes zijn tussen de 6,5 en 8 centimeter groot. De kop is bezaaid met kleine, tandachtige stekeltjes.

## Verspreiding en leefgebied
Deze omnivore vissen komen alleen voor in warm snelstromend zoet water van rond de 25 graden Celsius in West-Afrika, met name in de Niger-delta, rond Togo, Benin en Zuid-Nigeria.

## Naamgeving
Van deze vis is het volgende synoniem bekend:
Acanthothrissa palimptera Gras, 1961